# Cripple Bastards
Cripple Bastards (CB) est un groupe italien de grindcore, originaire d'Asti. Dans le magazine britannique Terrorizer, avec Misanthropic One-Way, ils apparaissent en sixième position dans le top 20 de la discographie grindcore européenne essentielle de tous les temps, juste après Napalm Death, Carcass, Extreme Noise Terror et Nasum.
Un des traits distinctifs du groupe sont les paroles, extrêmement dures et polémiques, souvent chantées en italien : la grande importance de celles-ci pour le groupe est également prouvée par la présence dans les livrets de commentaires expliquant leur sens ou vantant leurs significations. Le fondateur et leader du groupe, Giulio « The Bastard », est un grand fan du cinéma à suspense italien des années 1970 et 1980, et les albums comportent souvent des intros tirées de films ou même des chansons entières inspirées de ceux-ci, comme Pete the Ripper, inspirée de L'Éventreur de New York (Lo squartatore di New York) de Lucio Fulci.

## Histoire

### Débuts
Le groupe est formé à Asti, en Italie, en 1988, sous la forme d'un duo batterie-chant-guitare formé par Giulio « The Bastard » (alors âgé de 14 ans) et Alberto « The Crippler » (17 ans) sur les cendres de projets thrash metal et punk hardcore antérieurs qui ne reflétaient pas tout à fait leurs goûts. L'intention première des premiers Cripple Bastards est de créer un lien entre l'impact et le nihilisme du punk hardcore italien (Cheetah Chrome Motherfuckers, Negazione, Wretched, Indigesti, Raw Power et d'autres) et le nouvel extrémisme sonore proposé par des groupes de labels tels que Children of Revolution, Selfish Records, Earache Records, Peaceville Records et Manic Ears Records qui gagnaient du terrain dans ces années-là. Ce croisement d'influences combiné plus tard au minimalisme noisecore de Seven Minutes of Nausea, Sore Throat, Anal Cunt, et aux paroles hermétiques et très courtes écrites par Giulio « The Bastard » donne naissance à un style très personnel sur lequel Cripple Bastards commence à évoluer à travers diverses démos et splits sur cassette audio.
La formation en deux parties, active entre 1988 et 1991, est progressivement rejointe par de nouveaux membres (principalement des batteurs et des bassistes), avec Giulio « The Bastard » au chant et Alberto « The Crippler » à la guitare. Sur le plan discographique, les premiers Cripple Bastards sortent cinq démos sur le label de Giulio Baldizzone (E.U. '91 Serbian League) et une série interminable d'EP, de singles et de splits sur des labels do it yourself dans le monde entier. De cette manière, le nom du groupe commence à circuler dans l'industrie, créant une base de fans dans de nombreux pays, jusqu'à ce qu'il soit considéré comme un véritable groupe culte dans le genre. En 1996, le premier album studio du groupe, Your Lies in Check, est publié par E.U. '91 Serbian League. En 1999, avec le départ d'Alberto « The Crippler » de toute activité musicale, le groupe atteint son line-up le plus stable et le plus durable, qui reste inchangé jusqu'en 2014, lorsque Matteo « Al » Mazzotti quitte le groupe. Le groupe se compose de Giulio « The Bastard » Baldizzone au chant, Andrea Schintu « The Wretched » à la basse, Der Kommissar à la guitare et Matteo « Al » Mazzotti à la batterie.

### Années 2000
Le 13 octobre 2000 sort Misantropo, le deuxième album studio de Cripple Bastards. Il est publié en Europe par le label de Giulio the Bastard, aux États-Unis par Deaf American Recordings et au Brésil par Peculio Discos. L'album est enregistré aux studios Acqualuce à Alpignano.
Le troisième album du groupe, Desperately Insensitive, est enregistré aux Nadir Studios de Gênes par Tommy Talamanca (guitariste de Sadist) et sort chez Necropolis Records aux États-Unis et Century Media Records en Europe,,. Pendant trois ans, l'album est réédité plusieurs fois, en format CD par Peculio Discos, E.U. '91 Serbian League et Obscene Productions (pour l'Europe et l'Asie) et en vinyle par Deep Six et Massacro Records (pour les États-Unis et l'Italie), atteignant des ventes de 11 000 exemplaires.
Cripple Bastards commence à se produire sur scène en 1992. Ils donnent des concerts dans le monde entier, participant à des festivals underground majeurs tels que Obscene Extreme en République tchèque à six reprises, Maryland Deathfest aux États-Unis à deux reprises, Fuck the Commerce en Allemagne, Brutal Assault en République tchèque, Neurotic Death Fest aux Pays-Bas et d'autres encore. Ils effectuent trois tournées, en Europe en 1997, 1998 et 2000, sur la côte est des États-Unis en 2002 et sur la côte ouest en 2003. Les CB partage souvent la scène avec des noms historiques du metal extrême et du punk hardcore, notamment Napalm Death, Dismember, Suffocation, Brujeria, Pungent Stench, Brutal Truth, Nasum, Rotten Sound, Ratos de Porão, Extreme Noise Terror, Doom, Varukers, Chaos UK et bien d'autres.
Après avoir sorti un split avec Eyehategod sur Southern Lord Records et un avec Sublime Cadaveric Decomposition sur Relapse Records, CB célèbre son 20e anniversaire avec la sortie du double DVD anthologique Blackmails and Assholism en octobre 2007, édité par Obscene Productions, qui retrace leur histoire année par année dans un genre documentaire, alternant interviews avec des clips et de morceaux live.
En 2008, Cripple Bastards signe chez FETO Records, le label britannique dirigé par Shane Embury de Napalm Death et Mick Kenney d'Anaal Nathrakh. Ils donnent ainsi naissance à leur quatrième album, Variante alla morte, contenant 24 titres grindcore entièrement chantés en italien et bénéficiant d'une production de style « Gothenburg sound » réalisée au Fredman Studio en Suède par Fredrik Nordström, ancien producteur de At the Gates, Dimmu Borgir, In Flames, Arch Enemy et HammerFall. L'album est également pressé sur vinyle par Deep Six Records, pour l'édition américaine, et par Power It Up, pour l'édition européenne, sous la forme d'un double LP contenant des remixes de Merzbow, Kumo, Wertham et Lou Chano de TruceKlan avec Noyz Narcos et Duke Montana.

### Années 2010
Le groupe collabore également avec TruceKlan sur leur album Ministry of Hell sorti en mars 2008, sur le titre Regresso tumorale. En 2010, le label polonais SelfMadeGod Records sort la compilation Age of Vandalism, composée de 4 CD digipack contenant une anthologie complète des toutes premières démotapes enregistrées entre 1987 et 1993, avec un total de 1 036 chansons, dont beaucoup durent moins de 10 secondes. Par la suite, le groupe sort l'album de reprises Frammenti di vita pressé sur CD par F.O.A.D. Records / T.V.O.R. et sur vinyle par Deep Six Records, ce dernier avec l'ajout d'un EP bonus. En mars 2010, le groupe signe chez Relapse Records qui sort le single Senza impronte en 2012 puis le sixième album intitulé Nero in metastasi (2014), suivi de tournées au Brésil, au Japon, en Australie, au Mexique et aux États-Unis.
Le 9 novembre 2018, le groupe sort son septième opus La fine cresce da dentro.

## Membres

### Membres actuels
- Giulio (The Bastard) - voix
- Der Kommissar - guitare
- Schintu (The Wretched) - basse
- Raphael Saini - batterie

### Anciens membres
- Al Mazzotti - batterie
- Alberto the Crippler - guitare
- Walter Dr. Tomas - batterie
- Michele Hoffman - batterie
- Eduardo 'o Brazil - guitare basse
- Paolo Arturo - batterie
- Gaba The Drummer - batterie
- Stefano Arturo - guitare basse
- Gigi Pacino - guitare basse
- Fulvio Hatebox - guitare
- Wild Vitto - guitare

## Discographie

### Albums studio
- 1996 : Your Lies in Check (E.U. '91 Serbian League)
- 2000 : Misantropo a senso unico (E.U. '91 Serbian League)
- 2003 : Desperately insensitive (Necropolis Records, Century Media Records)
- 2008 : Variante alla morte (FETO Records)
- 2010 : Frammenti di vita (F.O.A.D. Records)
- 2014 : Nero in metastasi (Relapse Records)
- 2018 : La fine cresce da dentro (Relapse Records)

### Singles
- 1996 : Best Crimes (Grand Theft Audio)
- 2001 : Almost Human (Obscene Productions)
- 2009 : Age of Vandalism 1987-1993
- 2017 : The Outside World - Complete Singles Collection 1992-2012 Compilation Tracks and Unreleased Recordings

### EP et splits
- Cripple Bastards / Violent Headache - split vinyle
- Cripple Bastards / W.B.I. - split vinyle
- Cripple Bastards - Life's Built on Thoughts - EP vinyle
- Cripple Bastards / Patareni - split vinyle
- Cripple Bastards - Frammenti di vita - EP vinyle
- Cripple Bastards / $ocial Genocide - split vinyle
- Cripple Bastards / Senseless Apocalypse - split vinyle
- Cripple Bastards / Capitalist Casualties / Masskontroll / Warpath ; Fear Persuasion Violence Obedience - compilation 2x10"
- Cripple Bastards / Psychotic Noise - split vinyle
- Cripple Bastards / Präparation-H - split vinyle
- Cripple Bastards / Carcass Grinder - split vinyle
- Cripple Bastards - Best crimes - compilation CD (Grand Theft Audio)
- Cripple Bastards / Suppression - split LP
- Cripple Bastards / Wretched - split vinyle (bootleg)
- Cripple Bastards / Patareni - split vinyle
- Cripple Bastards / P.E.L.M.E. / Urban Decay / The Dread - split CD
- Cripple Bastards - Massacrecore live vinyle
- Cripple Bastards / I.R.F. - split vinyle
- Cripple Bastards / P.E.L.M.E. - split vinyle
- Cripple Bastards / World - split vinyle
- Cripple Bastards - Live to hate people (album live)
- Cripple Bastards / Comrades - split vinyle
- Cripple Bastards - Il grande silenzio vinyle
- Cripple Bastards - Almost human CD
- Cripple Bastards / Corrupted - split vinyle
- Cripple Bastards / Regurgitate - split vinyle
- Cripple Bastards / C.H.C. / Total Fucking Destruction - split CD
- Cripple Bastards / Eyehategod - split vinyle
- Cripple Bastards / Sublime Cadaveric Decomposition - split vinyle
- Cripple Bastards / Looking For An Answer - split 6"
- Cripple Bastards - Senza impronte -  EP vinyle (Relapse Records)
- Cripple Bastards - Japan/Australia Tour 2014 - EP vinyle
- Cripple Bastards - Japan Tour 2016 - EP flexi